# 蓝亦农
蓝亦农（1919年—2008年2月14日），曾名蓝野农、蓝甲基，湖南省茶陵县人。中国人民解放军开国大校，中国共产党第九届候补中央委员。

## 生平
1938年9月入读中国人民抗日军政大学。1938年12月加入中国共产党。抗日战争时历任学员、第十八集团军野战政治部秘书、组织干事。1940年8月任八路军总巡视团成员。1942年6月任八路军野战政治部警卫连指导员。1945年5月起任警卫2团（朱德警卫团）党总支部书记，1945年夏天起任警卫2团政治处副主任。
解放战争时，1945年10月起任冀热辽军区热辽纵队第22旅67团政治处主任。1947年11月任东北野战军第八纵队第23旅69团副政治委员。1948年8月任东北野战军八纵23师69团政委、中国人民解放军第四野战军第45军134师团政委。
1951年1月任第134师政治部副主任、1951年8月任第134师政治部主任、1953年1月任第134师副政治委员兼师政治部主任（兼职至1954年6月），参加朝鲜战争。1956年夏任第五十四军第134师政治委员。。1957年至1960年在中国人民解放军政治学院学习。1960年5月任中国人民解放军第五十四军政治部主任，参加中印边境战争。1964年5月任第五十四军副政委。1967年7月任第五十四军政委。1968年兼任重庆市革命委员会主任。1969年4月任昆明军区副政委，1969年10月兼贵州省军区第一政委、党委第一书记。1969年4月中共九大上当选为中共第九届中央候补委员。1969年10月任贵州省革命委员会党的领导核心小组代组长。1971年5月任中共贵州省委第一书记、贵州省革命委员会主任，贵州省军区第一政委、党委第一书记。1973年8月至1980年7月下放工厂学习、劳动。1983年5月至1985年6月任中国人民解放军昆明军区顾问。
1960年晋升大校军衔。荣获三级独立自由勋章、二级解放勋章和中国人民解放军功勋荣誉章。